# Mischoblastia
Mischoblastia is een geslacht van korstmossen behorend tot de familie Physciaceae. De typesoort is Mischoblastia oxydata.

## Soorten
Volgens Index Fungorum telt het geslacht zes soorten (peildatum januari 2024):
| Soortnaam                  | Auteur(s)                               | Publicatiejaar |
| -------------------------- | --------------------------------------- | -------------- |
| Mischoblastia confragosula | (Nyl.) S.Y. Kondr., Lőkös & Hur         | 2021           |
| Mischoblastia destituta    | (Nyl.) S.Y. Kondr., Lőkös & Hur         | 2021           |
| Mischoblastia oxydata      | A. Massal.                              | 1852           |
| Mischoblastia physciospora | (M. Choisy & Werner) M. Choisy & Werner | 1932           |
| Mischoblastia ramboldii    | (Kaschik) S.Y. Kondr., Lőkös & Hur      | 2021           |
| Mischoblastia vezdae       | (H. Mayrhofer) S.Y. Kondr., Lőkös & Hur | 2021           |